# 砷銅鉛礦
砷銅鉛礦（英語：Duftite）是一種普遍砷酸鹽礦物，化學式為CuPb(AsO4)(OH)，與砷钙铜矿（conichalcite）有關，外觀通常呈現綠色，形成葡萄狀聚集體，為砷钙镁石（adelite）－羟钒锌铅石（descloizite）組、砷钙铜矿－砷銅鉛石固溶體系列的成員。 在Tsumeb的砷銅鉛礦和砷钙铜矿的標本通常在顏色和成分有分區。微探針分析和X射線研究表明，在砷銅鉛礦結構中，Zn取代Cu，Ca取代Pb。這證明砷钙铜矿CaCu(AsO4)(OH)、砷锌钙矿石（austinite）、CaZn(AsO4)(OH)和砷銅鉛石PbCu(AsO4)(OH)之間存在固溶體。同屬於砷钙镁石族。砷銅鉛礦主要產地在納米比亞，以Tsumeb地區的Otavi礦山的礦業委員G Duft命名。

## 結構
砷銅鉛礦的結構是由平行於c軸的共享邊的CuO6鏈，與扭曲八面體組成。 這些鏈由AsO4四面體和Pb連接。

### 產狀與分佈
砷銅鉛礦是一種罕見的硫化物風化產品。 在產地常與藍銅礦伴生，在澳大利亞新南威爾士州的Central Cobar礦區，它與藍銅礦、輝長石、方鎂石和方鈣榴石伴生，在那裡還發現了仿石英後的一些二鐵礦假晶。在納米比亞 Tsumeb礦床中的橄欖石、钒铜铅矿(mottramite)、藍銅礦、孔雀石、钼铅矿(wulfenite)和方解石伴生。 在法國Cap Garonne礦中，與砷铅铜石（bayldonite）、砷鉛礦和白铅矿一起出現。 